# Prókxino
Prókxino (en rus: Прокшино) és un poble de l'óblast de Tula, a Rússia, segons el cens del 2010 tenia 106 habitants.